# La Révolte à deux sous
La Révolte à deux sous est un roman de l'écrivain Bernard Clavel paru aux éditions Albin Michel en 1992.

## Introduction et présentation
Bernard Clavel nous parle d’une ville qu’il connaît bien, Lyon la cité de la soie', à une époque où « plus la ville monte et plus les maisons sont hautes, serrées les unes contre les autres ». C’est la colline du labeur où travaillent sans relâche et dans de terribles conditions les canuts qui tissent la soie, des miséreux qui triment pour des riches qui vivent dans les beaux quartiers, en bas dans la presqu’île. Elle s’oppose à la colline des prières qui « enfonce dans la clarté du ciel les aiguilles de ses clochers.
C'est l'histoire réelle de la révolte des Canuts de la Croix-Rousse à Lyon du 21 au 24 novembre 1831 pour réclamer une augmentation de deux sous qu'ils n'obtiendront jamais. Le pouvoir réagit vite et 3 décembre, l'armée du duc d’Orléans met fin à la rébellion. Le président du Conseil de l'époque, Casimir Perier déclarant « Il faut que les ouvriers sachent bien qu’il n’y a de remède pour eux que la patience et la résignation. »
C’est l’histoire d’une révolte des canuts contre leur sort misérable, comme il s’en est produit plusieurs au cours du XIXe siècle, révolte libératrice, violente et sans espoir. Mais comme souvent, Bernard Clavel s’approprie l’histoire, lui impulse son propre rythme à travers des personnages projetés dans des événements qui les dépassent et cette nature rebelle qui se révolte à son tour.
Il rend une nouvelle fois hommage au Rhône, ce fleuve qu’il a tant chanté dans ses romans, de Pirates du Rhône à La Guinguette, ou dans son album Je te cherche, vieux Rhône. On retrouve parfois ici, dans ce fleuve où « les embarcations piquent du nez dans les remous […] où le prouvier force sur sa longue harpie de mélèze et l’homme de barre s’arc-boute, le dos cassé et les bras vibrant », des accents de La Table du roi quand le Rhône se fâche et s’insurge contre la folie des hommes.

## Contenu et résumé
Qui est donc ce Pataro qui semble se jouer de tout le monde et connaît cette ville comme sa poche : un simple estropié qui avec son amie Ratanne, infirme comme lui, gagne chichement sa vie semble-t-il comme ‘montreur d’animaux’, un petit malin qui joue double jeu par rapacité ou un homme libre qui se débat dans une situation qui le dépasse ?
Il est au courant de tout, fait le coursier pour le juge Combras mais aussi pour maître Mathelon ou pour l’imprimeur Gonon qui complote contre le pouvoir avec Charvet' le colporteur. Une nouvelle fois, Pataro a réussi à duper le juge Combras et à lui extorquer 3 pièces d’argent. Mais le temps se gâte dans la cité de la soie, maître Amédée Mathelon lui confie : « Les tisserands demandent une augmentation de deux sous sur la façon. Ils cessent le travail et ne le reprendront qu’après satisfaction ».

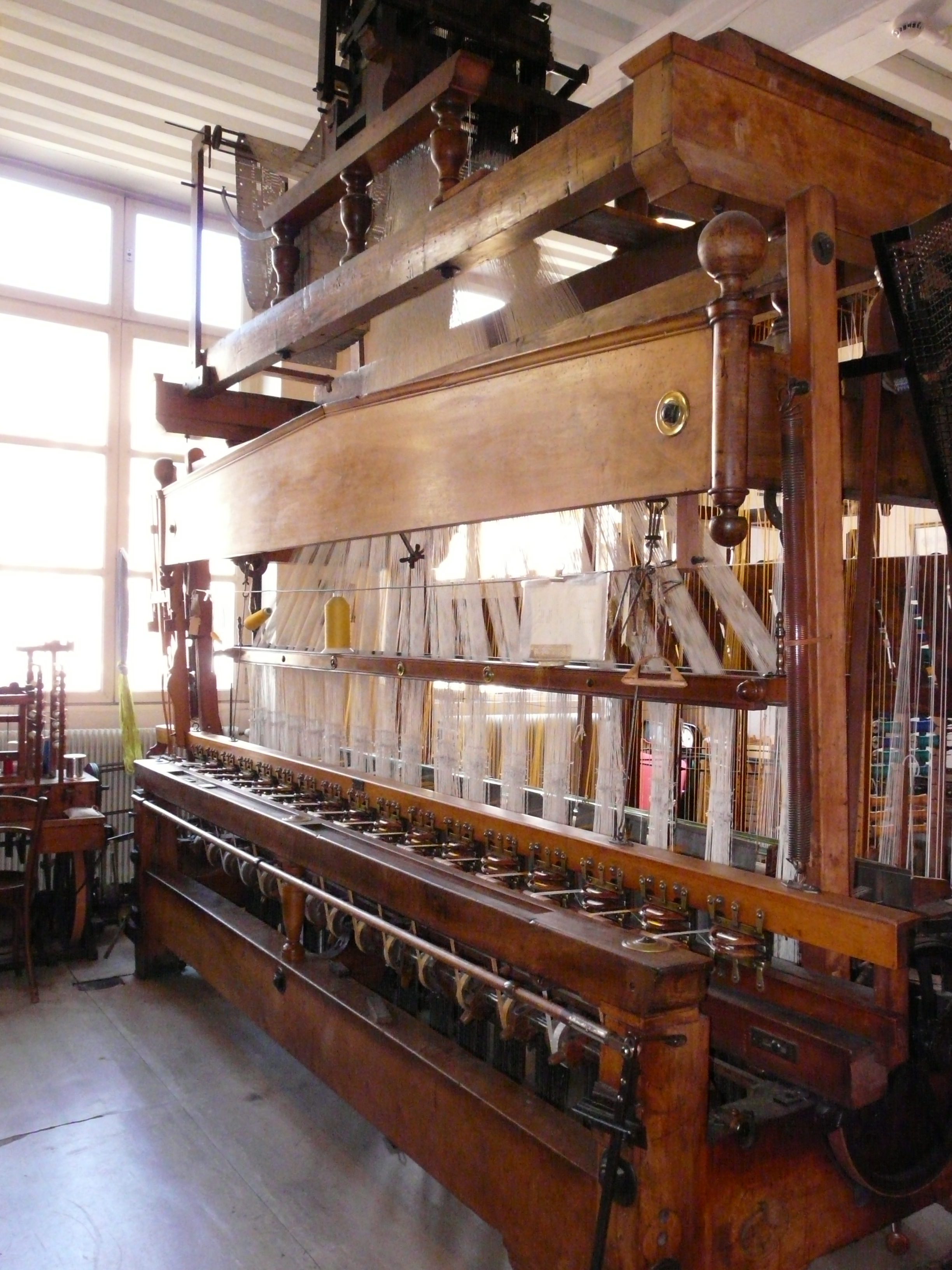
Métier à tisser d'un Canut

Ce jour-là dans la cité des canuts, le silence est terrible, « pas une navette qui court, pas une bobine qui tourne. Ça fait drôle tout de même ! » Dans le centre de la ville où les canuts sont descendus, la révolte gronde et monte la revendication des deux sous d’augmentation : c’est la révolte à deux sous. Ils sont bien 20 000 dans la plaine des Brotteaux mais le pouvoir va violemment réagir.
Silence sur la ville quand les six meneurs présumés sont pendus sur le grand pont. Silence et colère rentrée. La résistance s’organise autour de Fidel Charrier qui harangue la foule et pousse au soulèvement. Déjà ceux qui peuvent fuient la ville. Révolte éclair mais Charrier et les siens veulent plus : prendre le pouvoir et proclamer la république. Les prisons se remplissent rapidement.
Cette fois, Pataro roule pour les notables et réussit à en faire évader trente quatre, prenant beaucoup de risques, sûr d’être récompensé. Les arrestations continuent et, au lieu de s’embarquer sur le Rhône comme prévu, c'est à leur tour de résister et de chasser Fidel Charrier et ses hommes de la ville. Le temps se met de la partie, devient tempétueux et pluvieux. La ville est envahie d’eau et de boue. Les conjurés parviennent à rassembler beaucoup de partisans car les gens sont las d’une situation qui s’éternise et « écœurés par ce qu’ils avaient vu de gâchis, de brutalité et d’injustice ». Charrier à son tour est arrêté, jugé et guillotiné.
La pluie a redoublé : la ville se liquéfie, le fleuve engloutit la ville basse et emporte Pataro. Puis rapidement, le soleil revient, le fleuve retourne dans son lit et la vie reprend peu à peu son cours. Dans la cité des soyeux, rien n’a changé « et les canuts taciturnes se sont résignés ».

## Fiction et Histoire

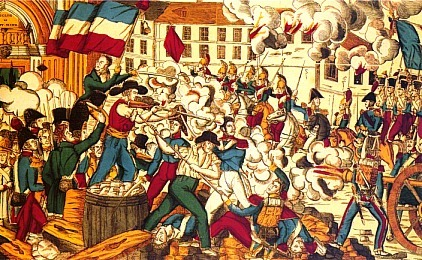
Révolte des Canuts

La narration du roman se situe durant la révolte des canuts de 1831 et non durant la révolte des deux sous de 1786.
À propos de son roman, Bernard Clavel disait dans l'émission télévisée Caractères de Bernard Rapp le 18 avril 1992, en parlant de Chalier guillotiné à Lyon en juillet 1793 : « Le personnage de Charrier a bien existé… mais il ne s'appelait pas comme ça. » IL revendique sa liberté d'écrivain tout en précisant qu'il a respecté les termes d'un procès-verbal écrit lors de sa condamnation. Cette liberté de l'écrivain, on la retrouve dans la chronologie : cette révolte a effectivement eu lieu à Lyon en 1786 alors que le roman s'achève par une scène de guillotine qui ne peut être antérieure à 1792.
Si Pataro est une personne imaginaire, il trouve sa source dans un mendiant professionnel estropié dans son enfance pour les besoins de la cause, que Bernard Clavel a rencontré au Bangladesh pendant la guerre de sécession contre le Pakistan, à l'époque où il était très impliqué dans la défense des enfants dans le monde, surtout dans les pays en guerre, avec l'association Terre des hommes.

(voir son livre Le Massacre des innocents)
C'est Bernard Clavel lui-même qui parle de cette distanciation, en précisant, dans la même émission, « qu'il n'est pas historien mais qu'il s'inspire de la réalité » et « qu'il a lu deux livres sur la Terreur, avoir écrit ce livre et l'avoir réécrit pour ne pas faire un livre d'histoire. »